# Israel Rosenberg
Israel Rosenberg, anche Yisroel o Yisrol, (yiddish/ebraico: ישראל ראָזענבערג; Odessa, 1850 – 1903), è stato un impresario teatrale e attore russo specializzato nel genere yiddish. Fondò la prima troupe di teatro yiddish della Russia imperiale.

## Biografia
Essendo stato un "avvocato di straforo" (senza diploma) e un truffatore a Odessa, Rosenberg fu uno dei tanti mercanti e intermediari che si trasferirono a Bucarest, in Romania, all'inizio della guerra russo-turca del 1877. Quando arrivò si unì alla nascente compagnia teatrale professionale in lingua yiddish di Abraham Goldfaden.
A seguito di disaccordi con Goldfaden, Rosenberg e il suo connazionale Jakov Spivakovskij assemblarono una nuova troupe itinerante e viaggiarono nella parte orientale della Romania. La compagnia ebbe inizialmente successo, ma gran parte del loro pubblico di lingua yiddish tornò in Russia alla fine della guerra, e alla fine tornarono indigenti a Odessa, dove c'era un pubblico pronto di coloro che avevano già visto il teatro yiddish in Romania durante la guerra.
Nella primavera del 1878 Rosenberg ottenne dei finanziamenti e formò una troupe che includeva Spivakovskij: i Broder Singer "Schmul con la gola rauca", "Boris Budgoy" (Boris Holtzerman), Laizer Duke, Aaron Schrage; Jacob Adler, all'epoca nuovo come attore; Sophia (Sonya) Oberlander, che in seguito sposò Adler; Masha Moskovich, che Adler nelle sue memorie descrive come "una bellezza dai capelli rosso-oro" e vari altri, compresi i cantanti di un coro sinagoga locale. La loro prima esibizione fu al ristorante di Akiva e consisteva in due leggeri vaudeville e nella primissima commedia di Goldfaden, The Recruits. Il cast era tutto maschile, perché le due donne erano scontente del locale; questo problema fu risolto affittando il Remesleni Club, un teatro da 800 posti che aveva ospitato molti spettacoli in lingua tedesca, dove interpretarono Grandmother and Granddaughter (Nonna e Nipote) di Goldfaden con un altro Broder Singer, Weinstein come nonna e Masha Moskovich come nipote.
Dopo diverse altre produzioni a Odessa, tra cui Breindele Cossack con Jacob Adler e Sonya Oberlander (allora si esibiva sotto il nome di Sonya Michelson), la loro programmazione fu interrotta dalla notizia che Goldfaden, di cui stavano usando le opere senza permesso, sarebbe venuto a Odessa con la sua troupe, e aveva prenotato il Club Remesleni sotto di loro. Goldfaden in seguito disse che sarebbe venuto lì su sollecitazione di suo padre, mentre Adler lo attribuisce ai "nemici" di Rosenberg e Spivakovskij. Rosenberg assunse il fratello orologiaio di Goldfaden, Naphtal, ribattezzò la sua compagnia "The Goldfaden Company" e lasciò Odessa per visitare l'entroterra, con il fratello di Sonya, Alexander, in ricognizione.
A Kherson un granaio fu trasformato in teatro da un ricco soldato in pensione, Lipitz Beygun, che importò dalla Spagna scenografie di alta qualità. Qui acquisirono un nuovo suggeritore, Avrom Zetzer, che Adler descrive come un uomo "dotto" che in precedenza aveva svolto la stessa funzione per Goldfaden in Romania, e il virtuoso Zorach Vinyavich divenne il capo della loro orchestra. Anche la figlia sedicenne di Vinyavich, Bettye, si unì alla troupe per interpretare ruoli giovanili.
Tornando a Odessa trovarono Goldfaden "difficile da avvicinare come un imperatore". Quando finalmente riuscirono a ottenere un'udienza, Goldfaden accettò di consentire alla compagnia di Rosenberg di operare come compagnia itinerante provinciale, ma con un altro dei suoi fratelli, Tulya, a capo della compagnia. Goldfaden cacciò anche Spivakovskij per la sua compagnia di Odessa.
Con Tulya al comando c'erano, come scrisse Adler, "non più azioni comuniste, non più cameratismo idealistico". Recitarono un mese a Chișinău, dove la gente dormiva nel cortile per essere la prima a prendere i biglietti, e un sedicenne David Kessler fu quasi accettato nella compagnia come comparsa, ma gli fu impedito da suo padre. Successivamente andarono in tournée a Yelizavetgrad (ora Kirovohrad), dove furono raggiunti da Israel e Annetta Grodner, che si erano riuniti a Goldfaden a Odessa prima di litigare con lui.
Quando i suoi attori scioperarono a Kremenchuk per la paga troppo bassa, lo stesso Rosenberg interpretò il ruolo di protagonista giovanile in Shmendrik, interrompendo di fatto lo sciopero. La disputa fu risolta e una delle loro esibizioni successive, a Poltava, divenne un regalo di nozze per Adler e Oberlander. Continuarono il tour attraverso l'Ucraina, finché Goldfaden non li richiamò a Odessa, a cui la maggior parte della troupe obbedì, lasciando Rosenberg e il gruppo Adler-Oberlander a Smila senza una troupe.
A Smila sentirono per caso cantare una donna che in seguito divenne famosa con il nome di Keni Liptzin, ma a quel tempo era conosciuta come Keni Sonyes, che divenne la loro nuova prima donna. Visitarono Spolya, che all'epoca apparteneva al conte Alessandro A. Abaza, tra i più filosemiti consiglieri dello Zar Alessandro II. La città non aveva un teatro, ma per volere di Abaza un magazzino fu trasformato in uno spazio per spettacoli, arredato in parte dalla dacia del conte. La troupe proseguì per Zlatapolya, Novomirgorod e Bogoslav, dove Alexander Oberlander partì per sposarsi e stabilirsi e fu sostituito come anticipatore da un ex datore di lavoro di Adler di nome Cheikel Bain.
Sebbene fossero in grado di mantenere uno stile di vita ragionevole con la loro tournée, la incontrarono alcuni problemi. A Perejaslav, secondo Adler, recitarono in un bel teatrino, ma il capo della polizia locale cercò di trattare le attrici come prostitute. Goldfaden richiese royalties estremamente elevate; a un certo punto Sonya Adler gli diede quasi tutti i suoi gioielli per placarlo. Alla fine del 1880 Goldfaden reclutò per un breve periodo gli Adler senza Rosenberg, ma li trattò così male che finirono per citarlo in giudizio per il loro salario e riunirsi a Rosenberg a Nezhin, dove la sua compagnia si esibiva in un teatro tenda.
Il periodo successivo all'assassinio dello zar Alessandro II nel febbraio 1881 fu difficile per gli ebrei. I provocatori stavano viaggiando per l'impero, suscitando pogrom, uno dei quali travolse la troupe di Nezhin. La compagnia riuscì a evitare danni in parte convincendo i rivoltosi che si trattava di una compagnia teatrale francese e in parte con l'aiuto del denaro che gli Adler avevano ottenuto dal tribunale nella causa contro Goldfaden.
La troupe continuò fino a Łódź, dove furono in grado di pagare alcuni debiti con i loro guadagni. Sapendo che a Odessa Osip Michajlovič Lerner e Goldfaden presentavano ciascuno le proprie versioni di Uriel Acosta di Karl Gutzkow, Rosenberg e compagnia decisero di fare lo stesso. Rosenberg lo tradusse, con Spivakovskij uscito solo tre giorni prima della prima, Adler interpretò il ruolo del protagonista, Liptzin la madre di Uriel e Sonya Adler interpretò Judith. La produzione fu un successo, ma la troupe lasciò Łódź. Spivakovskij tornò e quasi sottrasse la troupe di nascosto da Rosenberg. Alla fine, riunitisi, andarono a Žytomyr con un nuovo regista, un uomo apparentemente ricco di nome Hartenstein che aveva espresso interesse a investire su di loro.
Adler, nelle sue memorie, indica che non era impressionato da Hartenstein, descrivendolo come "un giovane galiziano con i capelli lunghi ed il cervello corto, per metà educato a Vienna e per metà attore". Pensavano di aver trovato "un angolo tranquillo" dell'Impero russo in cui "trovare una fonte di reddito", ma in realtà Hartenstein stava semplicemente sperperando i suoi soldi.
A Zhytomyr condivisero un teatro con una compagnia russa che era in sintonia con la loro situazione. Due attori russi accettarono di partecipare a una serie di contributi per loro conto; uno di loro, che Adler identifica solo come "Mademoiselle Kislova", quasi li distrusse facendo un discorso dal palcoscenico che criticava il pubblico e la società russa in generale per la loro mancanza di sostegno per quello che lei considerava un buon teatro.
La successiva incarnazione della compagnia fu organizzata da Adler, sebbene Rosenberg fosse ancora una volta suo partner. Con Keni Liptzin, fecero una tournée a Rostov, Taganrog, in Lituania, e a Dünaburg (ora Daugavpils, Lettonia). Con l'intenzione di portare la troupe a San Pietroburgo, riportarono indietro il loro ex manager Chaikel Bain. Erano a Riga nell'agosto del 1883 quando arrivò la notizia che stava per essere imposto un divieto totale al teatro yiddish in Russia.
La troupe rimase bloccata a Riga. Chaikel Bain si ammalò e morì. Con qualche difficoltà, fu organizzato il passaggio della troupe a Londra su una nave bestiame, in cambio dell'intrattenimento dell'equipaggio. Tuttavia in quel periodo riapparvero i Grodner e Adler volle includerli nel gruppo diretto a Londra. Secondo Adler, Rosenberg, che aveva interpretato molti degli stessi ruoli di Israel Grodner, disse ad Adler "o lui o io". Adler tentò di convincerlo a cambiare idea, ma insistette per includere Grodner nella festa di viaggio; Adler lo considerava uno dei migliori attori del teatro yiddish e una risorsa per la troupe per le loro esibizioni a Londra, mentre sentiva che Rosenberg mancava di profondità come attore. Cercò di convincere Rosenberg a venire con loro a Londra, ma Rosenberg rifiutò.
Nelle sue memorie Adler racconta che quando tornò in Europa nel 1903 sulla scia del pogrom di Chișinău, nel tentativo fallito di convincere alcuni della sua famiglia a raggiungerlo negli Stati Uniti, incontrò Rosenberg come un mendicante di strada e tentò senza successo di dargli del denaro. Poco dopo sentì che Rosenberg era morto.